# Kinowo
Kinowo [pronunciación en polaco: /kiˈnɔvɔ/] (en alemán: Kienow) es un pueblo ubicado en el distrito administrativo de Gmina Rymań, dentro del Condado de Kołobrzeg, Voivodato de Pomerania Occidental, en el norte de Polonia occidental. Se encuentra aproximadamente a 8 kilómetros al noroeste de Rymań, a 23 kilómetros al sur de Kołobrzeg, y a 85 kilómetros al noreste de la capital regional Szczecin.
Antes de 1945, el área fue parte de Alemania. Para la historia de la región, véase Historia de Pomerania.
El pueblo tiene una población de 120 habitantes.